# محمدیه فوخنه
محمدیه فوخنه یک منطقهٔ مسکونی در تونس است که در استان بن عروس واقع شده‌است. محمدیه فوخنه ۱۰۶٬۱۶۷ نفر جمعیت دارد.